# Cantonul Gaillon
Cantonul Gaillon este un canton din arondismentul Les Andelys, departamentul Eure, regiunea Haute-Normandie, Franța.

## Comune
| Comune   | Populație (1999) | Cod poștal | Cod INSEE |
| -------- | ---------------- | ---------- | --------- |
| Aubevoye | 4 325            | 27940      | 27022     |
| Gaillon  | 6 813            | 27600      | 27275     |